# Dydaktyczny szlak rowerowy Panorama

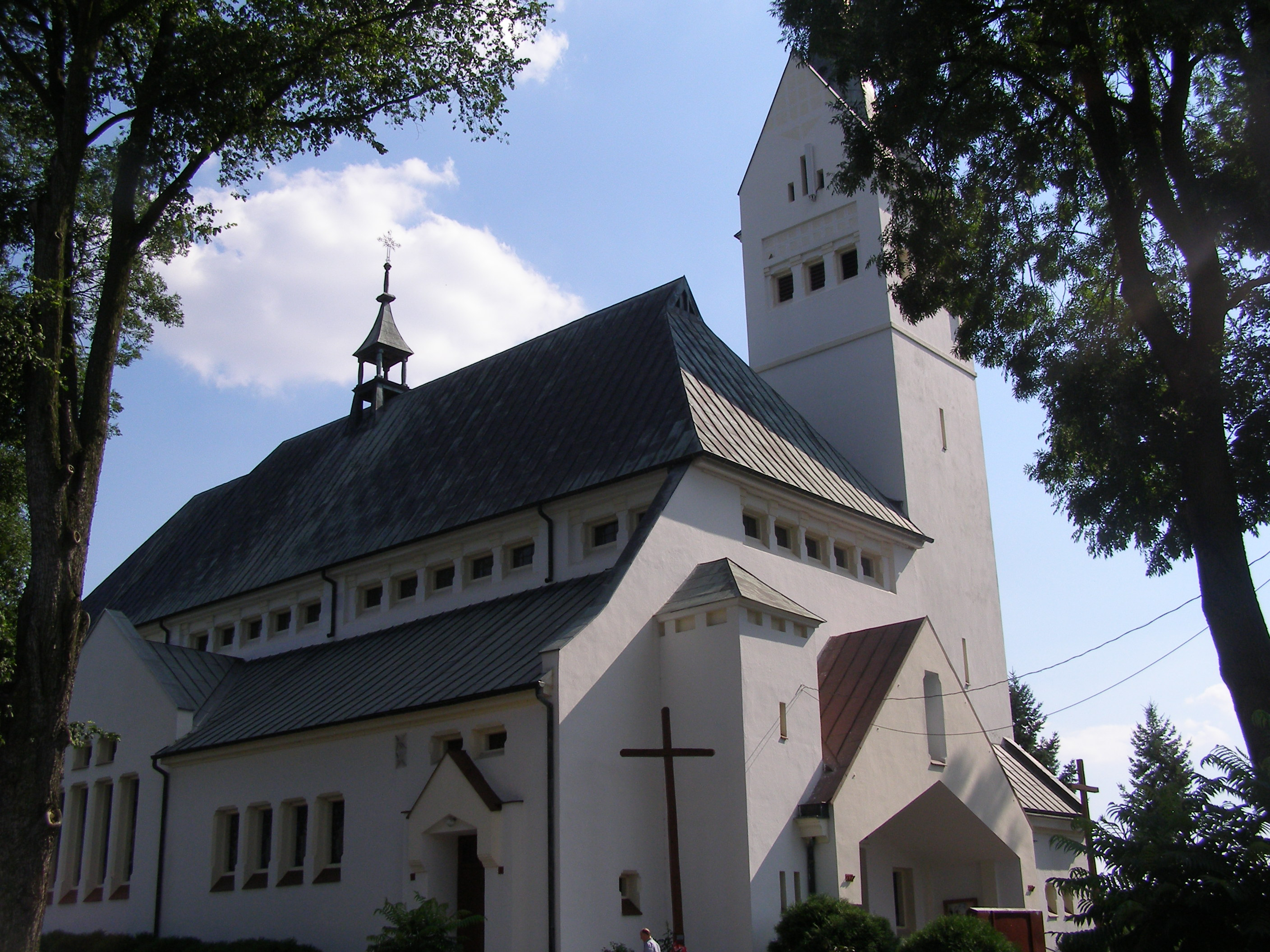
PD12: Kościół w Psarach

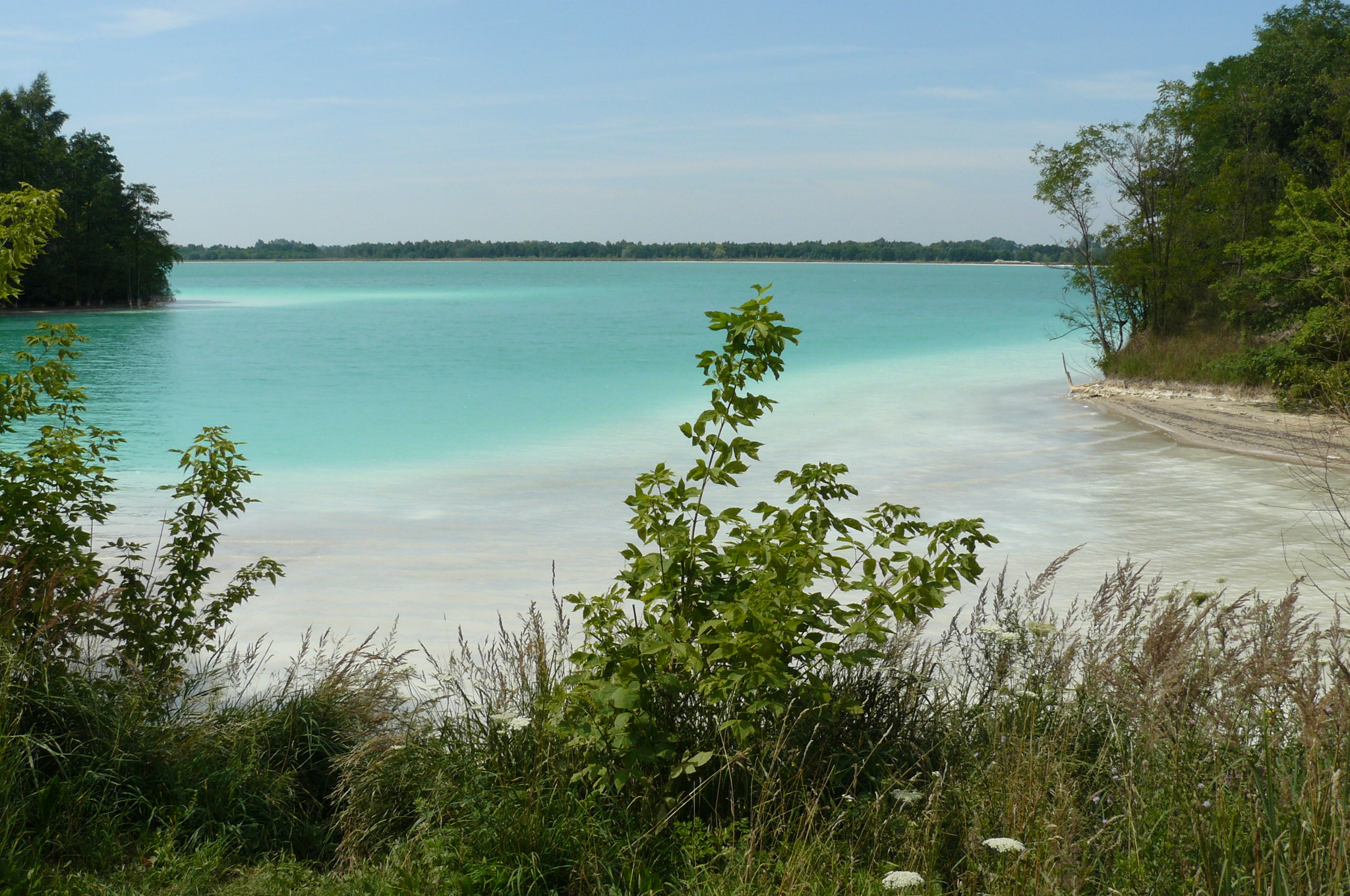
PD13: Osadnik Gajówka

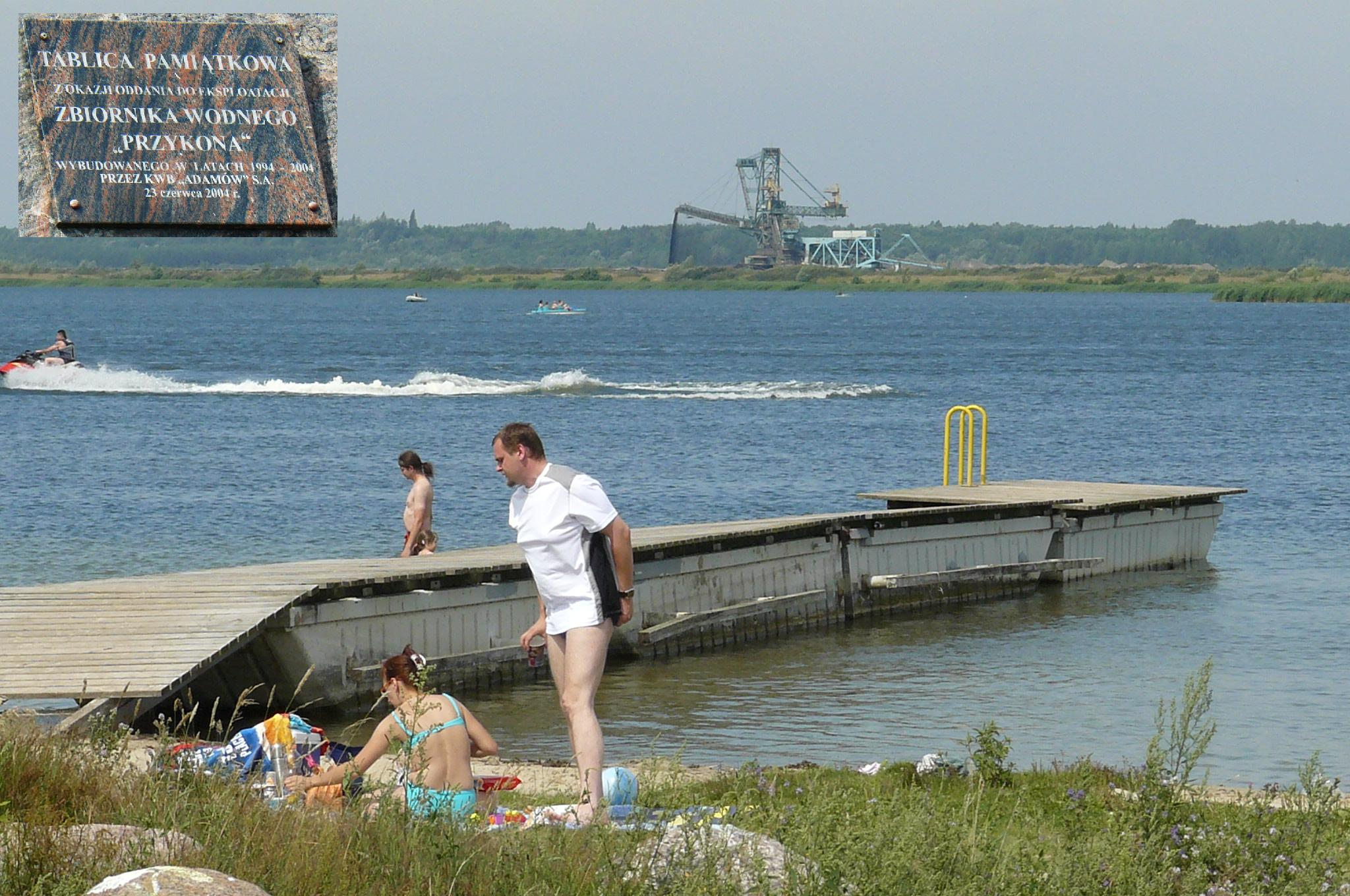
PD14: Zbiornik Przykona

Dydaktyczny szlak rowerowy „Panorama” – szlak rowerowy wiodący przez najciekawsze pod względem przyrodniczym, krajobrazowym i kulturowym tereny powiatu tureckiego. Składa się z sześciu etapów.

## Informacje ogólne
Wszystkie etapy szlaku rowerowego „Panorama”  zostały oznakowane w terenie kolorem niebieskim. Szlak okala miasto Turek w promieniu 13 km i biegnie przez wszystkie gminy powiatu tureckiego. Łączy się bądź przecina inne szlak piesze i rowerowe w okolicy (piesze i rowerowe ścieżki dydaktyczne Zdrojki, szlaki pieszo-rowerowe gminy Malanów, szlaki pieszo-rowerowe gminy Kawęczyn, szlak pieszy PTTK Konin), co przekłada się na pętlę rowerową długości około 120 km wokół powiatu.

### Położenie geograficzne
Rzeźba terenu, przez który przebiega szlak rowerowy „Panorama” została ukształtowana podczas zlodowacenia środkowopolskiego. Jest dość urozmaicona, stanowią ją formy akumulacji glacjalnej i szczelinowej, typowe dla krajobrazu wysoczyzn morenowych, płaskich, urozmaiconych jedynie skupiskami wydm rozciętych dolinami rzek. W związku z funkcjonowaniem na terenie powiatu tureckiego Kopalni Węgla Brunatnego „Adamów”, rzeźba terenu ulega ciągłym przemianom. Występują liczne formy antropogeniczne w postaci: wyrobisk poeksploatacyjnych wypełnionych wodą, zwałowisk zewnętrznych i wewnętrznych, hałd popiołowych.
Etapy oznaczone numerami od 1 do 5 przebiegają przez Wysoczyznę Turecką, etap 6 biegnie przez Kotlinę Kolską, w sąsiedztwie lub przez tereny antropogeniczne.

### Punkty dydaktyczne
- nr 1 – Bunkry
- nr 2 – Władysławów i Russocice – historia wsi, zabytki i atrakcje turystyczne
- nr 3 – Leśnictwo Grzymiszew
- nr 4 – Grzymiszew – historia wsi i parafii
- nr 5 – Piętno – podworski park krajobrazowy
- nr 7 – Dwór w Słodkowie
- nr 8 – Kapliczka Matki Boskiej na starej sośnie
- nr 9 – Rzeka Kiełbaska
- nr 10 – Dobra – historia miasta i jego zabytki
- nr 11 – Rzeka Teleszyna
- nr 12 – Kościół w Psarach
- nr 13 – Osadnik Gajówka
- nr 14 – Zbiornik Przykona – historia budowy i charakterystyka okolicy

Na trasie także punkty dydaktyczne w ramach pieszych i rowerowych ścieżek dydaktyczne Bogdałów oraz pieszych i rowerowych ścieżek dydaktyczne Zdrojki.

### Punkty widokowe

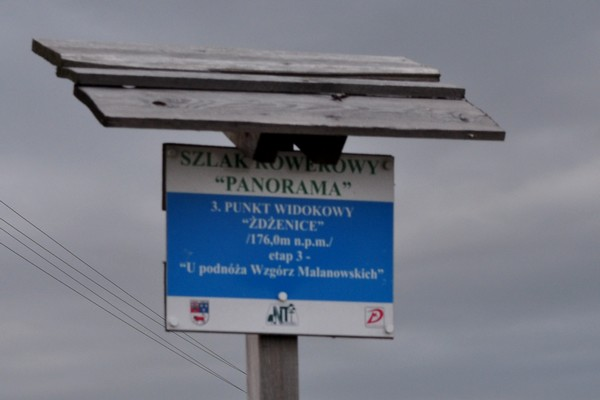
PW3: Żdżenice

- nr 1 – Niemiecka Górka  (149 m n.p.m.)
- nr 2 – Grabieniec (152 m n.p.m.)
- nr 3 – Żdżenice (176 m n.p.m.)
- nr 4 – Turkowice (150 m n.p.m.)
- nr 5 – Stefanów (136 m n.p.m.)
- nr 6 – Osadnik Gajówka (115 m n.p.m.)

## Przebieg szlaku

### Etap 1: Przez uroczysko Grzymiszew
Turek - Obrzębin - Grabieniec - Babiak - Grzymiszew - Ruda - Głogowa - Felicjanów - Władysławów - Russocice

### Etap 2: Dworski - rezydencje istniejące i utracone
Turek - Obrzębin - Słodków-Kolonia - Słodków - Wrząca - Piętno - Gozdów - Imiełków - Grzymiszew

### Etap 3: U podnóża Wzgórz Malanowskich
Turek - Obrzębin - Słodków-Kolonia - Słodków - Wrząca - Deszno - Żdżenice - Cisew - Turkowice - Turek

### Etap 4: Doliną rzeki Kiełbaski
Turek - Korytków - Chlebów - Laski - Rogów - Kaczki Plastowe - Kaczki Średnie - Marianów-Kolonia - Kowale Księże - Turkowice - Turek

### Etap 5: Doliną rzeki Teleszyny
Turek - Korytków - Chlebów - Laski - osadnik Gajówka - Psary - Przykona - Bądków Pierwszy - Stefanów - Żeronice - Ugory - Długa Wieś - Dobra - Czajków - Potworów - Mikulice - Stefanów - Gąsin - Kaczki Plastowe - Rogów - Laski - Chlebów - Korytków - Turek

### Etap 6: Szlak jezior powiatu tureckiego
Korytków - Chlebów - Laski - osadnik Gajówka - Psary - Przykona - Zimotki - Dąbrowa - Słomów Kościelny - Młyniska - Paulinów - Posoka - Kuźnica Janiszewska - Koźmin - Głowy - Janiszew - Brudzew